# Висгерхоф, Петер
Петер Висгерхоф (нидерл. Peter Wisgerhof [ˈpeːtər ˈʋɪsχərˌɦɔf]; род. 19 ноября 1979, Вагенинген, Гелдерланд) — нидерландский футболист, завершивший игровую карьеру, выступал на позиции центрального защитника. Карьеру начинал в «Витессе», позже играл за НЕК и «Твенте». В составе национальной сборной Нидерландов провёл два матча.

## Клубная карьера
Петер Висгерхоф начинал футбольную карьеру в своём родном городе, в клубе ОНА ’53. На профессиональном уровне он дебютировал в составе клуба «Витесс» в сезоне 1999/00. Его дебют состоялся 14 августа 1999 года в матче чемпионата Нидерландов против клуба «Камбюр», завершившемся вничью 1:1. В сезоне 2000/01 Петер выступал на правах аренды за клуб НЕК, а затем подписал с клубом долгосрочный контракт. В течение девяти сезонов Висгерхоф защищал цвета НЕК’а, но в 2009 году он перебрался в «Твенте», который искал замену ушедшему в «Аякс» Робу Виларту. С «Твенте» Висгерхов подписал контракт на 3,5 года. В команде он быстро стал неизменным игроком обороны, и вскоре даже получил вызов в национальную сборную Нидерландов.

## Статистика

### Выступления за клубы
| Сезон   | Клуб   | Приход | Голов | Турнир      |
| ------- | ------ | ------ | ----- | ----------- |
| 1999/00 | Витесс | 15     | 0     | высшая лига |
| 2000/01 | НЕК    | 34     | 4     | высшая лига |
| 2001/02 | НЕК    | 30     | 1     | высшая лига |
| 2002/03 | НЕК    | 32     | 1     | высшая лига |
| 2003/04 | НЕК    | 33     | 1     | высшая лига |
| 2004/05 | НЕК    | 27     | 1     | высшая лига |
| 2005/06 | НЕК    | 31     | 1     | высшая лига |
| 2006/07 | НЕК    | 34     | 2     | высшая лига |
| 2007/08 | НЕК    | 32     | 1     | высшая лига |

### Матчи Висгерхофа за сборную Нидерландов
| Матчи Висгерхофа за сборную Нидерландов | Матчи Висгерхофа за сборную Нидерландов | Матчи Висгерхофа за сборную Нидерландов | Матчи Висгерхофа за сборную Нидерландов | Матчи Висгерхофа за сборную Нидерландов | Матчи Висгерхофа за сборную Нидерландов |
| --------------------------------------- | --------------------------------------- | --------------------------------------- | --------------------------------------- | --------------------------------------- | --------------------------------------- |
| №                                       | Дата                                    | Соперник                                | Счёт                                    | Голы Висгерхофа                         | Соревнование                            |
| 1                                       | 17 ноября 2010                          | Турция                                  | 1:0                                     | —                                       | Товарищеский матч                       |
| 2                                       | 9 февраля 2011                          | Австрия                                 | 3:1                                     | —                                       | Товарищеский матч                       |

Итого: 2 матча / 0 голов; 2 победы, 0 ничьих, 0 поражений.

## Достижения
- Чемпион Нидерландов: 2009/10
- Обладатель Суперкубка Нидерландов (2): 2010, 2011
- Обладатель Кубка Нидерландов: 2010/11